# Parque nacional Los Haitises
El parque nacional Los Haitises es un parque nacional en República Dominicana creado mediante la Ley 402 del 3 de junio de 1976, aunque ya en 1968 la Ley 244 había creado una Reserva Forestal llamada Zona Vedada de Los Haitises.
El parque se encuentra situado al noreste de la República Dominicana, enmarcado en la Bahía de Samaná, de la cual forma parte, y tiene una superficie de 600.82 km².
Está ubicado en los territorios de las provincias de Hato Mayor, Monte Plata y Samaná. El área de uso público del Parque está en la zona de la comunidad Caño Hondo, Sabana de la Mar. Haitises proviene del idioma taíno y significa tierra alta o tierra de montañas, aunque el conjunto de colinas o "mogotes" tiene alturas que oscilan entre 30 y 40 metros.
Desde el punto de vista hidrográfico, Los Haitises y sus áreas de influencia comprenden dos regiones: la cuenca baja del río Yuna y la zona de Miches y Sabana de la Mar. El Yuna desagua por dos embocaduras: la del propio Yuna y la del río Barracote. Además, en el área se encuentran los ríos Payabo, Los Cocos y Naranjo, y los caños Cabirma, Estero, Prieto y otros.
A pesar de los procesos avanzados de deforestación en la zona, la pluviometría aún es de consideración y oscila entre 2000 y 2500 mm anuales, siendo una de las regiones del país de mayor pluviometría y donde más días llueve en el año.
Un aspecto importante es la formación geomorfológica cárstica que determina, entre otras cosas, un sistema de cavernas como las cuevas «de La Reyna», «de San Gabriel» y «del Ferrocarril» —también conocida como «de la Línea» o «del Templo»— que contienen pictografías, bajorrelieves y petroglifos.
La zona cárstica de Los Haitises está compuesta de cerros (mogotes) próximos unos a otros con vallecitos (fondos) entre ellas. Los mogotes del interior y los cayos de la Bahía de Samaná tienen un mismo origen, difiriendo solamente en que los fondos entre los cayos están ocupados por el agua del mar y que son menos elevados que los mogotes.
Los Haitises constituyen un karst (relieve en rocas calizas) tropical en mogotes, característico de estas zonas climáticas de la tierra. En su morfología externa presenta colinas, corredores y valles, y en su morfología interna cavidades, algunas de grandes dimensiones como las de litoral.
La formación cárstica de Los Haitises tiene una extensión de 82 km, de Sabana de la Mar hasta Cevicos, por 26 km, al sur de la Bahía de Samaná hasta Bayaguana.

## Flora

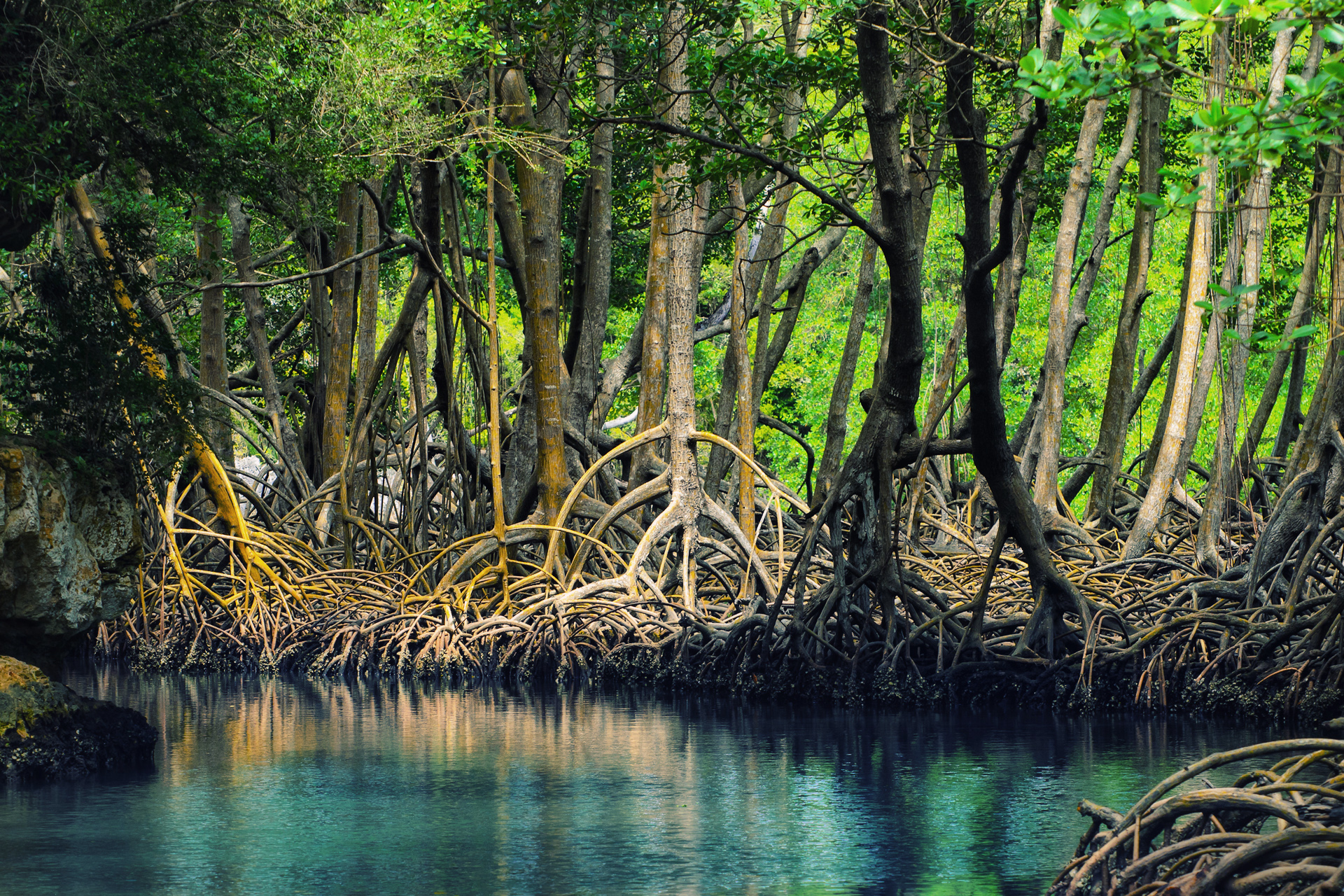
Manglar de Los Haitises

La flora de Los Haitises se caracteriza por sus dos zonas de vida: el bosque húmedo subtropical (Bh-S) y el bosque muy húmedo subtropical (Bmh-S). Conserva remanentes boscosos representativos de especies latifoliadas como cabirma santa (Guarea trichiliodes), cedro (Cedrela odorata), ceiba (Ceiba pentandra), caoba (Swietenia mahagoni), copey (Clusia rosea) y hojancha (Coccoloba pubescens). Además, abundan numerosas especies de orquídeas.
La vegetación actual de Los Haitises es boscosa en su mayor parte. El terreno y el suelo han permitido el desarrollo de algunas variantes del bosque. Se distinguen los bosques entre los mogotes, sobre un suelo mineral con material orgánico, y los bosques encima de los mogotes, sobre la roca y casi sin suelo mineral.
Este parque contiene la más grande muestra del manglar caribeño, en el que predominan especies como mangle rojo (Rhizophora mangle) y el mangle blanco (Laguncularia racemosa).

## Fauna

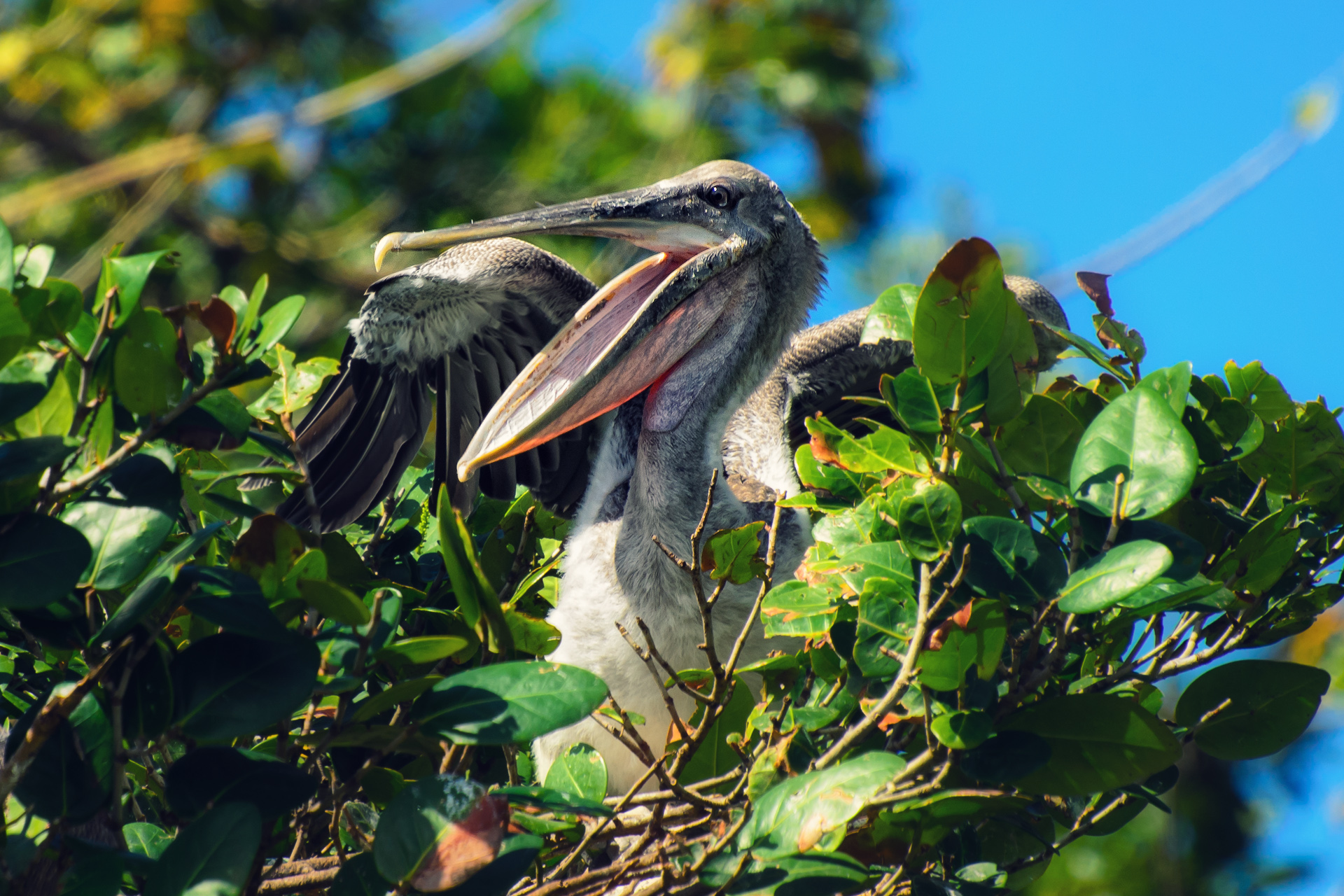
Nido de pelícanos en Los Haitises

La fauna de Los Haitises es de una gran variedad y la de mayor representatividad nacional de todas las áreas naturales protegidas en República Dominicana, debido a la diversidad de sus ambientes. 
Por ser un parque costero-marino, contiene una fauna de aves sin igual, con una representación mayoritaria de las especies endémicas, nativas y migratorias que no se pueden encontrar en el resto del país. Algunas de esas especies son el pelícano o alcatraz (Pelecanus occidentalis), la tijereta (Fregata magnificens), la cotorra (Amazona ventralis), la lechuza (Tyto alba) y la lechuza orejita (Asio stygius). El parque nacional Los Haitises es uno de los últimos refugios para el gavilán de la Hispaniola (Buteo ridgwayi) ave endémica que junto con el manatí antillano son las especies con mayor peligro de extinción en la República Dominicana.  
La riqueza en fauna del parque nacional Los Haitises queda reflejada entre los mamíferos por la presencia del manatí (Trichechus manatus) en los cayos de manglar, delfín nariz de botella (Tursiops truncatus), la jutía (Plagiodontia aedium) y en el bosque el solenodonte (Solenodon paradoxus), que es un pequeño mamífero insectívoro endémico de la isla, y que junto con la jutía son especies que están amenazadas de extinción. En las cuevas tenemos diferentes especies de murciélagos. 
Entre los reptiles cabe destacar la presencia de la boa (Epicrates striatus) y las tortugas marinas (Chelonia mydas, Carrretta caretta, Dermocheylys coriacea), también Los Haitises cuentan con sus propios reptiles endémicos como es el caso del geco (Sphaerodactylus samanensis). Dentro de la fauna, las aves son el grupo más numeroso, 110 especies de las 270 totales del país, pudiéndose distinguir entre las propias del manglar, garzas y otras zancudas.

## Paisaje

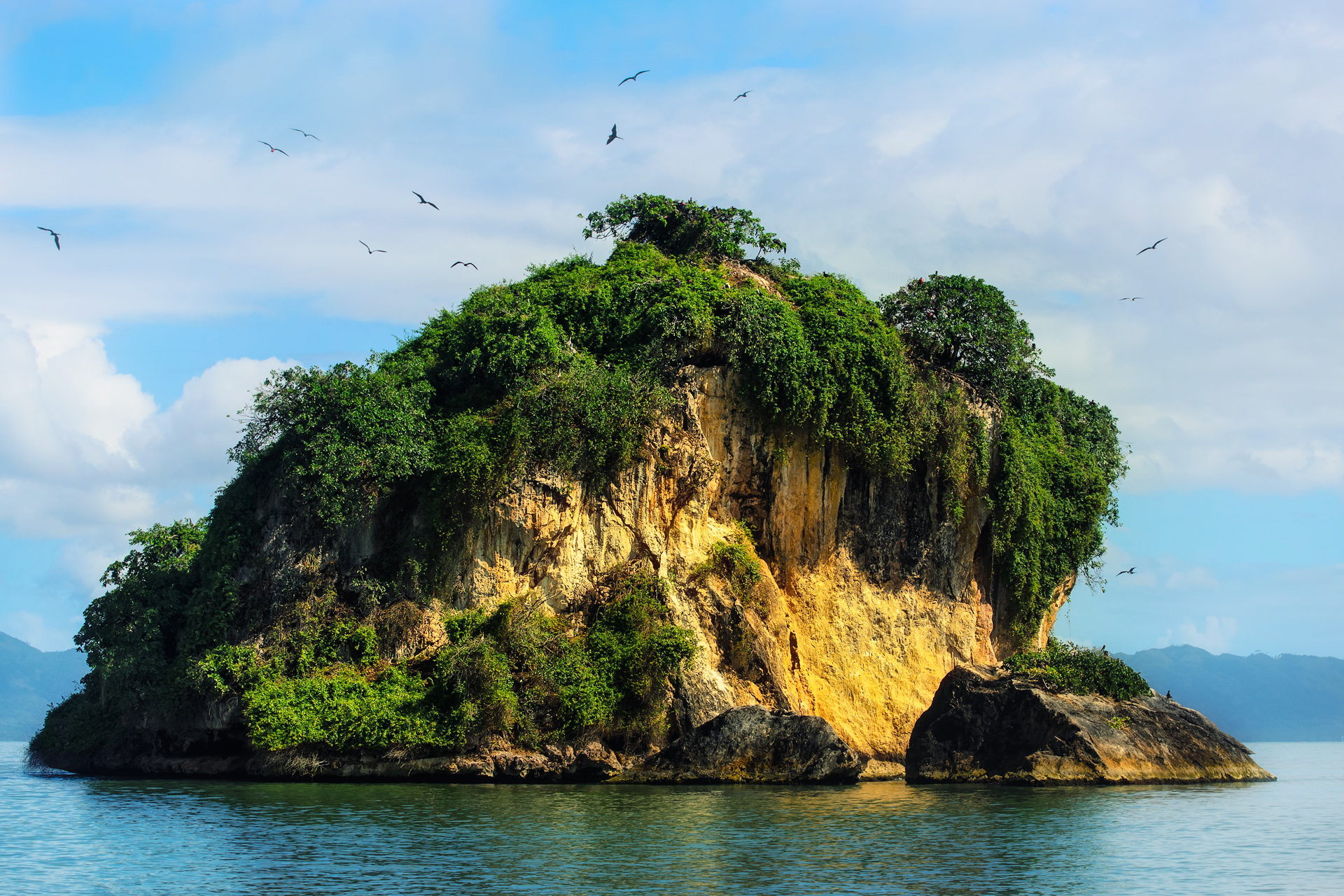
Una isla en la Bahía de San Lorenzo

El parque nacional Los Haitises contiene elementos paisajísticos muy impresionantes como son la Bahía de San Lorenzo, los diferentes cayos y las poblaciones de mangles. 
Entre la Boca del Infierno y El Naranjo Arriba está localizado el Cayo de los Pájaros. Este es fácilmente reconocido por la presencia, sobrevolándolo a poca altura, casi permanente de las tijeretas y los pelícanos. Los árboles más altos crecen en el centro del cayo, que es la parte más elevada. El copey es dominante y sus ramas horizontales son usadas por las aves para percharse. La higuera (Ficus aff. laevigata) y el almendro (Terminalia catappa) componen la otra parte de los árboles.
Hay múltiples cavernas creadas por la erosión del agua. En estas cavernas los Taínos crearon figuras pictográficas